# Midnight at the Lost and Found
Midnight at the Lost and Found je třetí studiové album amerického rockového zpěváka Meat Loafa. Vyšlo v květnu 1983 prostřednictvím společnosti Epic Records. Na rozdíl od zpěvákových předchozích dvou desek album nenapsal Jim Steinman, nýbrž se na něm autorsky podíleli různí interpreti. Kromě Meat Loafa samotného například Steve Buslowe, Paul Christie či Chuck Berry. Albu se komerčně nedařilo, a to ani ve Spojeném království, kde se Meat Loaf s předchozími nahrávkami těšil velkým prodejům.

## Seznam skladeb
| Strana A | Strana A                       | Strana A                                                | Strana A |
| Pořadí   | Název                          | Autor                                                   | Délka    |
| -------- | ------------------------------ | ------------------------------------------------------- | -------- |
| 1.       | Razor's Edge                   | Steve Buslowe, Paul Christie, Mark Doyle, Meat Loaf     | 4:07     |
| 2.       | Midnight at the Lost and Found | Steve Buslowe, Paul Christie, Meat Loaf, Danny Peyronel | 3:29     |
| 3.       | Wolf at Your Door              | Leslie Aday, Steve Buslowe                              | 4:05     |
| 4.       | Keep Driving                   | Paul Christie, Paul Jacobs, Meat Loaf                   | 3:30     |
| 5.       | The Promised Land              | Chuck Berry                                             | 2:44     |

| Strana B       | Strana B                                                      | Strana B                  | Strana B |
| Pořadí         | Název                                                         | Autor                     | Délka    |
| -------------- | ------------------------------------------------------------- | ------------------------- | -------- |
| 6.             | You Can Never Be Too Sure About the Girl                      | Steve Buslowe, Meat Loaf  | 4:28     |
| 7.             | Priscilla                                                     | Sarah Durkee, Paul Jacobs | 3:33     |
| 8.             | Don't You Look at Me Like That (feat. Dale Krantz Rossington) | Marshall James Stiler     |          |
| Celková délka: | Celková délka:                                                | Celková délka:            | 35:26    |

## Obsazení
- Meat Loaf – zpěv

Ostatní
- Mark Doyle – kytara, piano, basová kytara, syntezátor, zpěv
- Rick Derringer – kytara, basová kytara
- Tom Edmonds – kytara
- Gary Rossington – kytara
- Steve Buslowe – bass guitar
- Paul Jacobs – piano
- Dave Lebolt – programování syntezátoru
- Max Weinberg – bicí
- Dale Krantz Rossington – ženský zpěv
- Chuck Kirkpatrick – zpěv
- John Sambataro – zpěv